# Caroline Worsley
Caroline Cecily Worsley, Lady Worsley  (nacida Dewar; 12 de febrero de 1934), es una aristócrata escocesa, exesposa del III duque de Fife y viuda del general Richard Worsley.

## Primeros años
Lady Worsley nacida Caroline Dewar en el Castillo Bardowie en la localidad de Milngavie, cercana a Glasgow, Escocia, hija de Henry Evelyn Alexander Dewar,  hijo menor del I barón Forteviot. Su madre era Cynthia Monica Starkie. Luego tuvo un hermano menor, John James Evelyn.
El medio-hermano de su padre John Dewar, II barón Forteviot, tenía 49 años y no tenía hijos y cuando nació Caroline era ya muy probable que su padre se convertiría en el III barón. Esto se hizo realidad cuando lord Forteviot murió sin descendencia el 24 de octubre de 1947. Cuando su padre se convirtió en el III barón Forteviot, ella se convirtió en La honorable Caroline Dewar.

## Primer matrimonio
Dewar se comprometió en mayo de 1956 con lord Carnegie, que era el hijo del XI conde de Southesk (1893–1992), y de la princesa Maud de Fife (1893–1945), y heredero aparente del condado de Southesk. La tía materna de Lord Carnegie, Alejandra de Fife, era la duquesa de dicho condado, y Lord Carnegie, el heredero presumptivo, ya que el único hijo de Alejandra había muerto. A través de su madre, la princesa Maud, Lord Carnegie era un bisnieto del rey Eduardo VII.
Caroline Dewar y Lord Carnegie se casaron el 11 de septiembre de 1956 en Perth, Perthshire, Escocia. Se convirtió así en Lady Carnegie. Tuvieron tres hijos.
- Un hijo nacido muerto (4 de abril de 1958)
- Lady Alexandra Clare Carnegie (nacida el 20 de junio de 1959), casada en Londres el 11 de mayo de 2001 con Mark Fleming Etherington, con descendencia.
- David Carnegie, IV duque de Fife (nacido el 3 de marzo de 1961), estilizado conde de Macduff (por cortesía) desde su nacimiento hasta la muerte de su abuelo el 16 de febrero de 1992, entonces estilizado conde de Southesk hasta el 22 de junio de 2015; casado el 16 de julio de 1987 con Caroline Anne Bunting (nacida el 13 de noviembre de 1961); con descendencia.

La tía de Lord Carnegie, la princesa Arturo de Connaught, murió el 26 de febrero de 1959. En ese momento, se convirtió en el III duque de Fife y Lady Carnegie se convirtió en Su Gracia La duquesa de Fife. En diciembre de 1966, se divorciaron. y ella pasó a ser conocida como Caroline, duquesa de Fife.

## Segundo matrimonio
El 7 de noviembre de 1980, se casó, a los 46 años, con el general Richard Worsley en Londres, Inglaterra. Se convirtió entonces en La honorable Lady Worsley. No tuvo hijos de este matrimonio.

## Títulos y estilos
- 12 de febrero de 1934 – 24 de octubre de 1947: Señorita Caroline Dewar
- 24 de octubre de 1947 – 11 de septiembre de 1956: La honorable Caroline Dewar
- 11 de septiembre de 1956 – 26 de febrero de 1959: La honorable Lady Carnegie
- 26 de febrero de 1959 – de diciembre de 1966: Su Gracia La duquesa de Fife
- diciembre de 1966 – 7 de noviembre de 1980: La honorable Caroline, duquesa de Fife
- 7 de noviembre de 1980 – presente: La honorable Lady Worsley